# 郑州地铁5号线水浸事故
郑州地铁5号线水浸事故，又称“郑州地铁5号线亡人事件”，是郑州地铁5号线在2021年7月20日的暴雨天气下继续运行，期间雨水冲垮五龙口停车场挡水墙灌入行车隧道所致的嚴重水浸事故。该事件造成14人死亡、5人受伤。

## 背景
2021年7月17日以来，中华人民共和国河南省郑州、漯河、开封、新乡、鶴壁、安陽等地暴发的持续性强降水天气引发的水灾。郑州最大小時雨量达到了201.9毫米，打破郑州有气象数据以来的纪录，郑州等19个气象站突破建站以来日雨量极值。中國氣象局表示，發生暴雨的主要原因，為颱風烟花及副熱帶高壓源源不絕地引導大量水氣到陸地，並受到太行山等地形抬升的影響，在河南集結成雨，造成此次河南大量降雨形成洪災。
郑州地铁5号线开通于2019年5月，该线为环线，事发时为郑州地铁系统内最长暨最繁忙线路。事发路段（月季公园—沙口路—海滩寺）横穿郑州北站。郑州北站号称“亚洲第一编组站”，规模较大，线路穿越该站时隧道处于较深位置。该线车站区间隧道则呈现两车站侧高、中间低的地势特点，列车出站下坡、进站上坡，有利于节能。
中华人民共和国交通运输部于2019年10月16日印发的规范性文件《城市轨道交通行车组织管理办法》（交运规〔2019〕14号），其第三十二条规定：遇恶劣天气时，行车相关人员可根据情况及时采取加强瞭望、限速、停运、封站等措施；因降雨、内涝等造成车站进水，严重影响客运服务的，行车调度人员可根据车站申请发布封站命令，组织列车越站；线路积水超过轨面时，列车不得通过。

## 事故经过

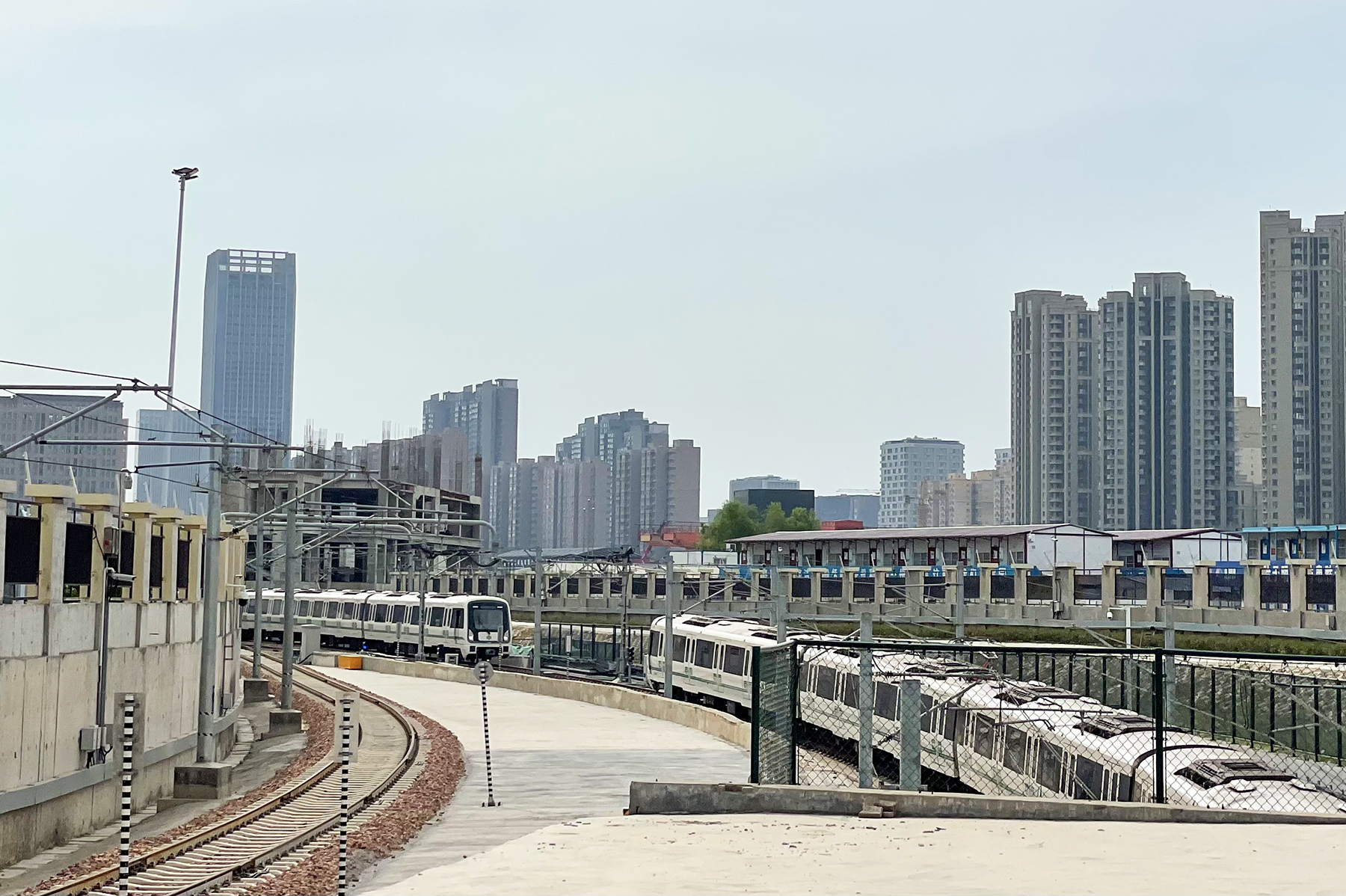
五龙口停车场出入场线，积水从此处冲垮挡水墙进入隧道

2021年7月16日，郑州开始遭遇暴雨。7月19日14时至20日14时，郑州的平均降水量达到了253毫米。暴雨導致郑州地铁多處車站和隧道被淹，20日18时10分，郑州地铁全线网停运，下令全面疏散乘客。當時，鄭州地鐵5號線五龍口停車場内的水深接近2米。
18时许，积水冲垮五龙口停车场出入场线挡水墙，进入5号线沙口路站和海灘寺站之间的行车隧道。与此同时，编号0501的列车在沙口路站和海滩寺站间的外圈方向隧道临时停车，此时有乘客发现轨道已有积水；一段时间后，0501号列车试图折返海滩寺站，過程中於隧道内低窪處被困，列车开始进水，車廂外積水高過車廂內，积水漫過乘客胸口，最高水位甚至到達乘客脖子。有乘客拨打了市长热线，还有乘客开始录制视频遗嘱，部分后车厢乘客在获救前溺亡。工作人员一度试图打开车门疏散乘客，但車外水比車廂內高无路可走，只能将车门关闭。

## 搜救
20日18时许，郑州市消防救援支队接到列车被困的报警，在赶到现场后，通过搭建绳梯引导乘客离开。地铁员工、应急救援队、公安干警、解放军指战员、义务救援队等均参与现场救援。现场获救者500余人，其中12人经抢救无效死亡、5人受伤；部分人员失联未能当场找到。河南省委省政府、郑州市委市政府成立工作专班，组织开展搜救排查、抢险排水，7月24日下午2时、25日上午6时30分，搜救者发现了两具失联乘客遗体，截至27日上午，搜救者未再发现有新的遗体。

## 后续事件

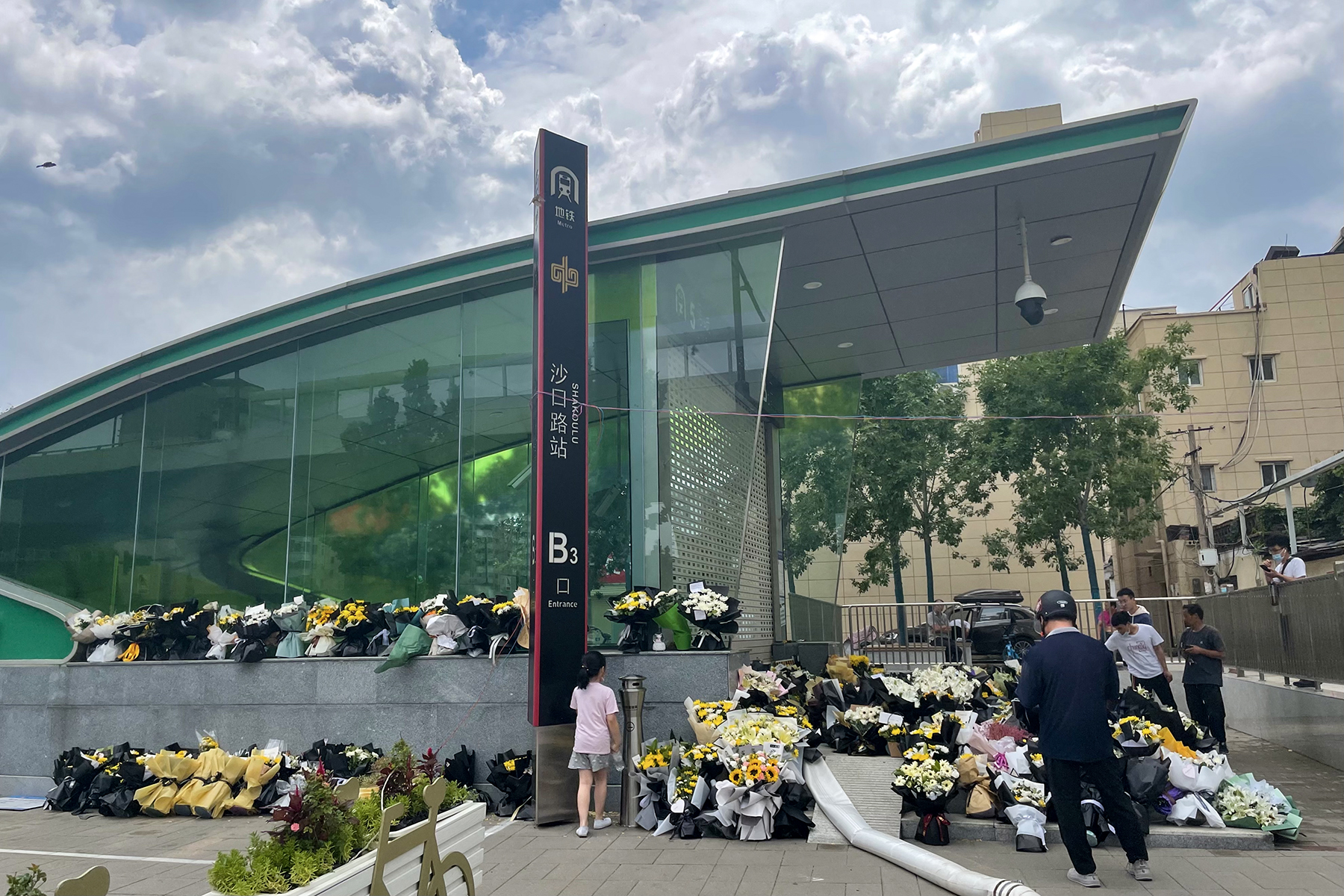
沙口路站出入口外堆满悼念遇难者的鲜花

2021年7月21日，中华人民共和国交通运输部印發緊急通知，要求軌道交通运营单位要充分汲取近期发生的雨水倒灌事件教训，进一步调整完善应急预案，对超设计暴雨强度等非常规情况下采取停运列车，疏散乘客，关闭车站等应急措施。同时，做好与气象部门的沟通对接，加强对洪涝、气象灾害等信息的收集。交通部特别强调，当发生淹水倒灌等突发事件时，应严格遵循《城市轨道交通行车组织管理办法》要求，不具备安全运行条件的，应坚决停运。
7月22日晚，失聯乘客亲属於在警方陪同下進入車站尋人，未有任何發現。7月23日，郑州市人民政府、郑州市卫生健康委员会、郑州地铁集团公司等相关部门负责人在郑州市第九人民医院与9名遇难者的家属进行座谈。座谈会上确认了9名遇难者的身份，相关负责人指所有人心情沉痛，郑州市主要领导已经批示，要求抓紧时间进行调查和善后处理，调查结果将向社会公布。
事故发生后，鄭州地鐵官方網站在7月21日上午變為黑白色，众多郑州市民及事件亲历者在事发车站为遇难者献花吊唁。头七日时，沙口路站前，悼念者留下的鲜花堆满人行道，但随后，车站出入口由高1.7米的圍擋將民眾放在地上的鮮花圍住，后来的悼念者则将鲜花放在围挡外。翌日，正对出入口的围挡被拆除。7月30日上午，郑州地铁集团在沙口路站为遇难者举行简短的追悼仪式，同时在站外一处工厂院内设置了追思处，并备有免费鲜花供民众悼念。
8月2日，在河南省防汛救灾新闻发布会上，时任郑州市市长侯红确认，在郑州暴雨中因地下室、车库、地下管网等地下空间溺亡39人，其中包含地铁5号线14人遇难。同日，根据中华人民共和国国务院总理李克强批示及法律法规的规定，国务院河南郑州“7·20”特大暴雨灾害调查组成立，由中华人民共和国应急管理部牵头。

## 调查报告
2022年1月21日，国务院调查组公布《郑州地区“7·20”特大暴雨灾害调查报告》，当中认定5号线亡人事件为“一起由极端暴雨引发严重城市内涝，涝水冲毁五龙口停车场挡水围墙、灌入地铁隧道，郑州市地铁集团有限公司和有关方面应对处置不力、行车指挥调度失误，违规变更五龙口停车场设计、对挡水围墙建设质量把关不严，造成重大人员伤亡的责任事件”。调查组认定的问题如下：
1. 应对处置不力。郑州地铁集团未及时采取预警响应行动，当天下午地铁5号线多处进水时未引起高度重视，直到18:04列车已失去电力供应后才发布线网停运指令。18:37乘客疏散被迫中断，但地铁运营分公司在一小时后才向总公司值班处报告，延误了救援时机。
2. 行车指挥调度失误。涝水涌入地铁隧道后，列车在海滩寺站被扣停车，但稍后又获放行。水淹过轨面后，司机制动停车，但调度员指令列车退行，不久后列车失电迫停，列车所在位置降低，使得车内水深增加。
3. 违规设计和建设施工。一是擅自变更设计。地铁公司为物业开发，将五龙口停车场改建于低洼地带，但未按规定上报审批。二是停车场挡水围墙质量不合格。建设单位用施工临时围挡替代停车场西段新建围墙，几乎没有挡水功能。三是五龙口停车场附近明沟排涝功能严重受损。明沟西侧道路建设弃土未获清理，使得排水功能受到阻碍；部分明沟被加装了盖板，使得收水能力降低。

郑州地铁集团有限公司地铁5号线五龙口站停车场建设工程设计项目负责人魏平安、北京城建设计发展集团股份有限公司郑州地铁5号线项目负责人汪鹏等人涉嫌工程重大安全事故罪、重大责任事故罪，被公安机关立案侦查并依法逮捕。郑州市应急管理局党委书记、局长任立公，郑州地铁集团有限公司副总经理、总工程师、技术管理部部长赵运臣，郑州市工程质量监督站轨道交通科副科长孙红亮等3名公职人员因涉嫌严重违纪违法被纪检监察机关立案审查调查并采取留置措施。此外，中共郑州市委副书记、市长侯红获党内严重警告、政务降级处分，郑州市政府党组成员、副市长吴福民获撤销党内职务、政务撤职处分，郑州市政府党组成员、副市长李喜安、陈宏伟政务记大过处分。其他相关责任人亦获党纪政务处分或诫勉等问责处理。

## 爭議

### 停運過遲
就舆论质疑郑州地铁停运过迟，郑州地铁集团安全部門主任回应称：“對於市民而言，地鐵是惡劣天氣下回家的唯一希望。”他表示，地铁部门的目標是盡量做到不停運，期間一直在組織抽排和圍堰，直到当天18时“实在撑不住了”；他还称，是否停运由地铁公司的运营分公司决定，但是也需要“通过运营公司上报交委和应急管理局”。《南方周末》记者采访的一位不愿具名的中华人民共和国南方省份地铁运营部门从业者称，暴雨情况下地铁会有停止运行的机制，但需要一定的时间，且地铁运营方可能没有权力决定，需要向上级部门报请审批，因为“停运是个社会事件”。多维新闻网采访的地铁从业者认为，天灾发生了，但人祸一定是主因。他认为，现场决策者不了解现场情况，处理不及时，自水漫入轨行区到求生无望，并非一时发生，有很多次机会进行处理，但决策者没有把握。

### 列车设计缺陷
地铁列车的逃生门通常设于列车两头的司机室，手动开启后会有救生梯放下，地铁工作人员可以引导乘客由此从轨道逃生。中国大陆绝大多数地铁列车都具备此项设计，但郑州地铁列车均未设置逃生门，自2012年郑州地铁1号线列车下线以来，这一列车设计即受到市民争议。郑州地铁集团认为，不设置逃生门，而代之以隧道内设置的平行于轨道的疏散平台，令乘客在紧急情况时可以直接从列车车门疏散，“更加科学合理和人性化”。
据《中国经营报》，公共交通研究者孟轶认为，郑州地铁列车缺乏逃生门是事件发生后救援困难的原因之一。孟轶称，中国大陆的地铁线路以隧道形式为主，疏散渠道越多，疏散速度越高。逃生门设计也可以在遇到紧急情况时促进空气流通、平衡内外水压和水位，避免列车内乘客窒息。当洪水冲进隧道时，受浮力和冲刷的列车可能会将疏散平台挤坏；与此同时，列车也可能会脱轨，从而占用疏散平台空间，导致乘客无法及时逃生。其他不具名城市轨道交通运营研究人士指，逃生门和疏散平台共同设置会起到更好的应急疏散效果。此外，郑州地铁5号线列车采用塞拉门设计，需要向外推出方能打开，在遇到隧道内高水位时，受到水压作用的塞拉门不易打开。

### 五龍口停車場周圍排水状况
据界面新聞報道，五龙口停车场及周边区域发生积水并非偶然，十年前这里已是知名的积水区，在经过治理后有所好转。五龙口停车场砖砌围墙基座的高度高于马路对面五龙口明沟的入口，洪水到达这个区域时，正常情况下应首先漫入五龙口明沟排出，暴雨天气下，过量的积水越过路基排入五龙口明沟，汇入贾鲁河，最终流入淮河；但在此次暴雨来临前，排水明沟上加上了数十米长的水泥盖板，變成了暗河，导致泄洪不畅。

### 乘客被迫自救
據《河南商報》報道，一個被困乘客的丈夫宗先生表示，20日傍晚6時多收到妻子電話，指列車快駛到沙口路站時停駛，有水滲入車廂，宗先生立即跑步前往距離他四個地鐵站的沙口路站，至7時30分左右，妻子跟他說車廂裡的水已經快到脖子，此時宗先生在路上遇到防洪人員，他請求對方送他去沙口路，但被對方以「執行任務」為由拒絕，又指要求救只能撥打消防或市長熱線，沒其他方法。之後他上了一輛城管車，在車上，妻子向他說已經開始缺氧，宗先生在車上大哭。當他到達沙口路站，站口的工作人員不允許他進內，說車廂已經沒人，於是他打視像電話給妻子，向工作人員證明車廂的緊急情況，但對方仍不允許他進內，最後他要硬闖入去。他說，在他到達地鐵站之前，負二層的工作人員都未知車廂情況有多危急。另一邊廂，此時車廂的乘客開始打爛玻璃自救，宗先生妻子最終安全返回月台。

### 民众悼念受阻
7月26日是鄭州地鐵5號線嚴重水浸事故遇難者的「頭七」，許多民眾自發前往鄭州地鐵5號線沙口路站出入口獻花悼念遇難者，但出入口之后由高1.7米的圍擋將民眾放在地上的鮮花圍住，后来的悼念者则将鲜花放在围挡外。翌日，正对出入口的围挡被拆除，有市民前来献花。就地铁出入口被围挡一事，郑州地铁接受《都市快报》采访时表示，他们正在核实树立该圍擋的主体，具体情况将通过其官方账号发布。
另据法国国际广播电台的报道，7月26日，《財新傳媒》的攝影記者陳亮因拍摄了在地铁口献花的照片，被警察帶走。随后，《財新傳媒》另一位記者王和岩最早發出信息：“我的同事，財新攝影記者陳亮在拍完這張照片後被鄭州市南陽路派出所帶走。”而《南方都市報》的記者陳衝在鄭州地鐵5號線地鐵口拍攝了獻花現場的照片，隨後也被警察要求當面刪除，但他回到酒店後又恢復了這些照片。7月28日，鄭州沙口路地鐵站，一位西安青年用無人機拍攝人們祭獻死者的鮮花時，被一幫身份不明的“群眾”按在地下毆打，不過在旁鄭州市民則出手搶回青年人的設備。視頻畫面顯示，有人問：“為什麼孩子不能拍攝，為什麼不能把真相告訴公眾？”
2021年7月河南水灾一周年（2022年）尽管没有官方纪念活动举行，仍有许多民众在当时发生内涝事故的地铁站和京广路隧道附近献花，对遇难者表示悼念。在中国社交媒体上，有关悼念的图片、视频遭到移除或屏蔽，新浪微博话题“#河南郑州720特大暴雨一周年”及相关图片被屏蔽。多名花店店主表示在送花时遭到当局盘查，一些花束在摆放不久后即被收走。